# Jacob Matijevic
Jacob Matijevic, surnommé Jake Matijevic, est un ingénieur spatial américain né le 3 novembre 1947 à Chicago et mort le 20 août 2012 à Los Angeles. La première roche étudiée sur mars par le rover Curiosity — dans la mission duquel il a joué un rôle important —  a été nommée Jake Matijevic pour lui rendre hommage.

## Biographie
Aîné d'une famille de quatre enfants, il souffre toute sa vie d'asthme et de maladies respiratoires chroniques. Après avoir enseigné les mathématiques à l'université, il travaille, de 1981 à sa mort, au Jet Propulsion Laboratory, notamment sur le Mars Science Laboratory pour lequel il est ingénieur en chef. Il meurt au début de la mission de Curiosity sur mars. Ses collègues décident de nommer Jake Matijevic la première roche martienne étudiée par Curiosity.